# Diospilus subpetiolatus
Diospilus subpetiolatus är en stekelart som beskrevs av Granger 1949. Diospilus subpetiolatus ingår i släktet Diospilus och familjen bracksteklar. Inga underarter finns listade i Catalogue of Life.